# Suojärvi (sjö i Äänekoski, Mellersta Finland)
Suojärvi är en sjö i kommunen Äänekoski i landskapet Mellersta Finland i Finland. Sjön ligger 100,2 meter över havet. Arean är 56 hektar och strandlinjen är 5,34 kilometer lång. Sjön  ingår i Kymmene älvs huvudavrinningsområde.   Den ligger omkring 34 kilometer norr om Jyväskylä och omkring 270 kilometer norr om Helsingfors. 
Sjön ligger sydost om Suolahti tätort.